# 电力行业

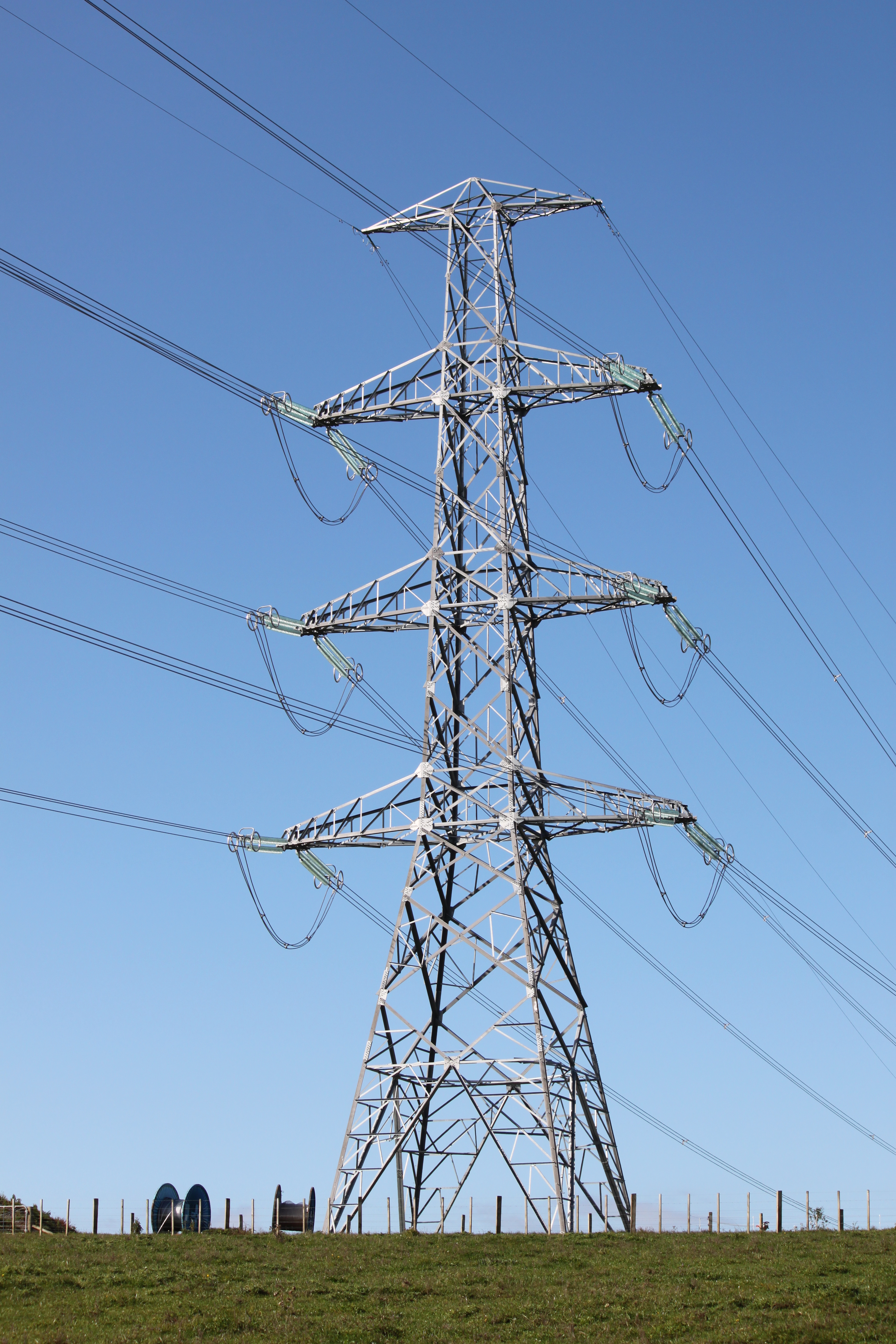
電力通過此類架空電纜以及地下高壓電纜傳輸

电力行业是指包括發電、輸電、配電以及企業向公众和工业界销售電力等在內與電力有關的領域。电力的商业化开始于1882年，当时生产出來的电主要用于电灯。在19世纪80年代和90年代，日益增长的经济和安全问题导致了執法部門開始对電力行业進行监管。曾经電力是仅限于人口最密集地区的昂贵的新事物，現今電力已成為社會運轉中不可或缺的元素。
20世纪中叶，电力行業被少數幾個企業“自然垄断”，一些地區的電力從发电到零售的所有阶段都被某些企業壟斷。自1990年代以来，许多地区电力的生产和銷售等階段不再被某些企業壟斷。

## 世界電力行業
每個國家的電氣部門的組織因該國的經濟制度而異。有一些地方，所有發電、輸電和配電均由政府控制的組織提供。其他地區有私人或投資者擁有的公用事業公司、城市或市屬公司、由客戶或組織擁有的公共事業體。發電、輸電和配電可能只由一家公司提供，也可能由不同的組織提供系統的不同部分。
但不是每個人都能用到電網的供電，2017年約有8.4億人（主要在非洲）沒有電網供電，低於2010年的12億人。